# 統一、自由、社會主義

阿拉伯復興社會黨黨徽，紅字即「統一、自由、社會主義」

統一、自由、社會主義是阿拉伯復興社會黨的標語，代表其核心思想，主要包括泛阿拉伯主義、阿拉伯民族主義和阿拉伯社會主義。該口號曾作為伊拉克復興黨政權、敘利亞復興黨政權和阿拉伯利比亞共和國的國家格言使用。

## 歷史
“統一、自由、社會主義”的口號最早由敘利亞哲學家米歇爾·阿弗拉克提出，其主張阿拉伯世界建立獨立、強大、統一的阿拉伯國家，恢復在帝國主義殖民前的民族自由，建立一個阿拉伯社會主義的國家。

## 定義

### 統一
“統一”是阿拉伯復興社會黨的核心理念，旨在推動阿拉伯世界國家的團結，主張建立統一的政教分離的世俗主義阿拉伯國家。

### 自由
“自由”是指將阿拉伯世界從帝國主義與殖民主義中解放出來，恢復阿拉伯民族的自由獨立。

### 社會主義
“社會主義”並非指蘇東集團的社會主義，而是指阿拉伯社會主義，在泛阿拉伯主義的基礎下實現平等與世俗，建立改革與開放的阿拉伯國家。

## 使用

### 國家
穆阿邁爾·格達費領導的利比亞阿拉伯共和國

 哈菲茲·阿薩德與巴沙爾·阿薩德領導的敘利亞阿拉伯共和國

 薩達姆·海珊領導的伊拉克第二共和國